# Zeena Schreck
Zeena Galatea Schreck (de soltera LaVey ), conocida profesionalmente por su nombre de artista monónimo ZEENA, es una artista visual y musical estadounidense radicada en Berlín, escritora y líder espiritual del Movimiento de Liberación Sethiano (SLM), que fundó en 2002.
Zeena se crio dentro de la Iglesia de Satán y saltó a la fama internacional desde temprana edad como portavoz de la organización, defendiendo a la Iglesia durante la década de 1980. Renunció a su cargo en 1990, rompió los lazos con su padre y renunció al satanismo laveyano. Su camino religioso finalmente la llevó a enseñar el budismo tántrico tibetano.

## Primeros años y familia
Zeena nació en San Francisco, California, hija de Anton LaVey y Diane Hegarty, cofundadores de la Iglesia de Satán. El 23 de mayo de 1967, Zeena, de tres años, tuvo el primer y más publicitado bautismo satánico de la historia realizado por su padre. La ceremonia obtuvo publicidad mundial con una recreación de la ceremonia grabada para el LP The Satanic Mass en 1968.
Zeena fue objeto de cientos de reportajes periodísticos y entrevistas, especialmente en revistas sensacionalistas sobre crímenes y para hombres. El biógrafo de Anton LaVey, Burton H. Wolf, describió a Zeena de trece años en su introducción a La Biblia Satánica de su padre como “Zeena, recordada por las personas que vieron la famosa foto del bautismo de la Iglesia Satánica cuando era una niña pequeña, pero ahora una adolescente magníficamente desarrollada que atrae a una creciente manada de lobos de una variedad masculina humana". En una entrevista con The Guardsman, ella describe haberse convertido en madre a la edad de 26 años mientras vivía en "una vida familiar asfixiante y disfuncional".
Zeena estuvo casada con su compañero de banda Radio Werewolf y colaborador frecuente Nikolas Schreck desde 1988 a 2015. En 2019, ambas partes emitieron una declaración pública escrita conjuntamente en sus respectivos sitios web que decía: “[...] en 2015, después de haber estado separados desde 2007, acordamos divorciarnos amigablemente”. Zeena optó por conservar su apellido de casada.

## Primeras influencias artísticas y formación
El trabajo de Zeena como fotógrafa, artista visual, música/compositora y escritora está fuertemente influenciado por tradiciones místicas y mágicas. Estilísticamente, a una edad temprana gravitó hacia artistas y mentores cuyo arte estaba impregnado de una visión mística o mágica.
De adolescente y adulta joven, se formó y estudió teatro, actuación y cine. A los dieciséis años de edad, Zeena aprobó el examen de equivalencia de la escuela secundaria, lo que le permitió dejar la escuela secundaria antes de tiempo, comenzar a trabajar legalmente e inscribirse en el City College de San Francisco, con especialización en teatro. Además del Departamento de Drama de CCSF, también recibió instrucción de Stella Adler Studio of Acting, el entrenador de actuación Eric Morris, la alumna de Viola Spolin; Marcia Kimmell; de The Next Stage Improvisation Theatre San Francisco, y la Escuela de San Francisco de Artes Dramáticas. Su enfoque de estudio fue el drama sagrado helénico, la improvisación y varias ramas del sistema de actuación de Stanislavski y actuación de método.
La importancia del linaje como vehículo para transmitir energía metafísica guía el arte ritual de Zeena. Ella rastrea el linaje de su arte mágico hasta la tutoría de su padrino, el cineasta Kenneth Anger. Durante las décadas de 1960 y 1970, Anger transmitió las influencias de Curtis Harrington, Jean Cocteau y Maya Deren en su propio trabajo a Zeena durante su infancia y adolescencia.
Zeena también se hizo amiga desde hace mucho tiempo del director Curtis Harrington, quien la eligió como un personaje similar a Marlene Dietrich en su última película, Usher (2000).

## Grupos religiosos
En 1985, Zeena se convirtió en la suma sacerdotisa de la Iglesia de Satán y siguió siendo su portavoz hasta 1990. En 1990, Zeena dejó la Iglesia de Satán y renunció a las enseñanzas de su padre del satanismo laveyao. Más tarde se convirtió en devota de la antigua deidad egipcia Set, convirtiéndose en suma sacerdotisa del Templo de Set en 2002 y formando el Movimiento de Liberación Sethiana más adelante ese mismo año.
Entrevistas, artículos y reseñas de 2011 a 2013 se refirieron a su conversión al budismo tántrico tibetano en los linajes Drikung, Karma Kagyu y Nyingma, así como a su condición de líder espiritual del Movimiento de Liberación Sethiano (SLM).

### Iglesia de Satán
En la década de 1980 en los Estados Unidos, hubo un pánico moral sobre el abuso ritual satánico, a veces denominado “pánico satánico”. Comenzó con la publicación de las memorias, ahora desacreditadas, Michelle Remembers en 1980, y culminó con el juicio preescolar de McMartin, un juicio muy publicitado que se desarrolló entre 1984 y 1990, durante el cual los fiscales, a través de preguntas agresivas y capciosas, lograron hacer que más de 300 de los niños del preescolar testificasen que habían sido abusados sexualmente por sus maestros como parte de rituales satánicos. Finalmente, se retiraron todos los cargos. La cobertura de los medios durante el juicio tendió a ponerse del lado de los fiscales y, a menudo, señaló a la Iglesia de Satán como la culpable. Esto llevó a Zeena a ofrecerse como voluntaria para servir como la primera portavoz de la Iglesia de Satán. En una entrevista de septiembre de 2011, Zeena recordó:
En 1985, un programa de noticias estadounidense llamado 20/20 acusó a La Biblia Satánica de ser responsable del abuso ritual satánico en las guarderías infantiles, acusaciones que eran nuevas en ese entonces. ... Llamé a mi padre y le pregunté cuál sería su estrategia mediática para enfrentar esta catástrofe. Nada. No le importaba. En lo que a él se refería, no le preocupaba. No era nada de lo que tuviera que preocuparse. Ciertamente no iba a salir en público para hacer algo al respecto. Admitió que muchos medios de comunicación ya se habían puesto en contacto con él y que simplemente iba a ignorarlo hasta que desapareciera. Traté de convencerlo de que esto solo empeoraría si no respondía y que realmente necesitaba que alguien respondiera las llamadas rápidamente o se tomaría como una admisión de culpabilidad o sospecha. Finalmente admitió que no tenía a nadie que se ocupara de las entrevistas ni de los medios. Me ofrecí a ayudar temporalmente hasta que encontrara a alguien. Esto no era lo que pretendía hacer con mi vida, tenía otros planes.
Como portavoz de la Iglesia de Satán, Zeena apareció en programas sindicados a nivel nacional como The Phil Donahue Show, Nightline with Ted Koppel, Entertainment Tonight, The Late Show y Secrets & Mysteries. También apareció en el Sally Jessy Raphael Show, junto a su esposo, debatiendo con varios cristianos que fueron invitados al programa para exponer sus propios puntos de vista religiosos. A nivel internacional, apareció en presentaciones de medios como el programa RAI Mixer de Italia y la presentación Toronto’s Industrial Video dedicada a una compilación de las apariciones televisivas de Zeena, que finalizó con una larga entrevista de radio para CUIT.
También fue entrevistada en una transmisión de “Devil Worship: Exposing Satan’s Underground” lanzada por Geraldo Rivera en 1988. Zeena se sentó junto al fundador/Sumo Sacerdote del Templo de Set, Michael A. Aquino, y negó repetidamente los rumores que circulaban en el momento en que la Iglesia de Satán estaba involucrada de alguna manera con el abuso ritual. También cuestionó el testimonio de los demandantes involucrados, preguntándoles retóricamente por qué, si las personas estaban siendo obligadas a dar a luz a bebés para los rituales de sacrificio, nunca se habían encontrado restos.
En 1989, el libro de 1971 de Anton LaVey The Compleat Witch, or What to Do When Virtue Fails fue reimpreso como The Satanic Witch, con una introducción de Zeena. Realizó una gira por los Estados Unidos promocionando el trabajo de su padre en su ausencia, ya que él ya no estaba interesado en aparecer en los medios. La mayoría de las apariciones se hicieron a instancias de la Iglesia de Satán como su portavoz.
En 1989, mientras promocionaba el libro, Zeena apareció con su entonces esposo Nikolas Schreck (no miembro de la Iglesia de Satán) en una entrevista con el televangelista Bob Larson, durante el cual ambos refutaron cualquier vínculo criminal satánico y presionaron a Larson sobre sus propios ideales, afirmando que era hipócrita de su parte respaldar tales afirmaciones de los cristianos, señalando el trasfondo cristiano de muchos criminales y actos violentos dentro de la historia cristiana, como las cruzadas.
La entrevista de Zeena en KJTV con Tony Valdez, 1990, fue la última entrevista que concedió como representante pública y suma sacerdotisa de la Iglesia de Satán antes de renunciar.
En una entrevista de marzo de 2013 televisada por Network Awesome, Zeena habló por primera vez ante la cámara sobre sus experiencias con los medios durante los años del “pánico satánico”.
Zeena también estaba en contacto regular con las agencias y el personal encargados de hacer cumplir la ley, incluido el detective Patrick Metoyer de LAPD y Robert D. Hicks, especialista en aplicación de la ley del Departamento de Servicios de Justicia Penal de Virginia y autor de varios tratados que sentaron precedentes, incluido In Pursuit of Satan: The Police and The Occult. In Pursuit of Satan comenzó la ola de informes autorizados que desacreditan el Pánico Satánico. Gran parte de lo que Hicks obtuvo de los diálogos de Zeena con él se incluyó en este tratado. Antes de los diálogos y reuniones de Zeena con agencias gubernamentales, la policía y las fuerzas del orden solo tenían un conocimiento muy limitado del satanismo. En 1992, el FBI emitió un informe oficial refutando las teorías de conspiración criminal de esa época.

### Dejando la Iglesia de Satán, 1990
En 1990, renunció a la Iglesia de Satán y renunció al satanismo laveyano. Según el sitio web oficial de Zeena, "En el proceso de defender a la Iglesia de Satán de estas afirmaciones infundadas en los medios de comunicación estadounidenses, las apariciones de Zeena en los medios atrajeron un nuevo aumento de miembros a la antigua organización moribunda incluso cuando ella comenzó a cuestionar y finalmente rechazar la filosofía egocéntrica que promovía. Mientras recorría los Estados Unidos en nombre de la Iglesia de Satán, la crisis de fe de Zeena llegó a su punto más alto cuando se enteró de que la mayor parte de la leyenda creada por su padre se basaba en mentiras y que muchas de sus obras fueron plagiadas. Cuando los celos y el despecho motivaron a Anton LaVey y su administrador Densley-Barton a poner en peligro la vida de Zeena, ella ya no pudo continuar encubriendo el verdadero carácter de su progenitor con buena conciencia. Esta tensión detrás de escena debe tenerse en cuenta al ver o escuchar las entrevistas de Zeena de esa época”.
Después de su renuncia a la Iglesia de Satán, Zeena Schreck dejó de usar su nombre de nacimiento “LaVey” y cambió legalmente su apellido, para todos los asuntos oficiales, a “Schreck”. En una carta abierta del 30 de diciembre de 1990 a Michael A. Aquino del Templo de Set, ella declaró: “A la luz de todos los factores aquí mencionados, también eliminé oficialmente mi apellido [LaVey] y ahora prefiero que me conozcan solo como Zeena: Como me siento naturalmente aristocrática, tampoco necesito los títulos vacíos de Magistra o Suma sacerdotisa que han sido discutidos y disputados”.
Desde entonces, no acepta correspondencia dirigida a “Zeena LaVey”, “Zeena LaVey-Schreck” o cualquier variante que utilice el nombre LaVey.

### El Templo de Set
Zeena comenzó a seguir prácticas religiosas antiguas relacionadas con el dios egipcio Seth y el sethianismo. Ella ha declarado: “Mientras residía en Viena, visité un museo donde vive un altar sethiano. Fue allí donde tuve una experiencia muy profunda que me permitió ver claramente el curso de mi futuro”. En ese momento, también practicaba tantra tradicional y yoga. Sus experiencias dentro de esos dos sistemas, así como su papel central y la experiencia de vida en otros medios ocultos y esotéricos, contribuirían considerablemente al contenido de su libro Demons of the Flesh, en coautoría con Nikolas Schreck.
En 1997, Zeena y su coinvitado Nikolas Schreck debatieron una vez más con el ministro cristiano Bob Larson. Esta vez ella no representaba al satanismo sino al sethianismo, aunque la entrevista se tituló “Enfrentamiento con el satanismo”. En ese momento ella era Sacerdotisa de Set III°.
En 2002, Zeena se convirtió en Suma Sacerdotisa del Templo de Set.

### Movimiento de Liberación Sethiano
El Movimiento de Liberación Sethiano se fundó el 8 de noviembre de 2002, después de que Zeena Schreck renunciara al Templo de Set con cuatro Maestros del Templo de Set (un Maestro, el Magister Michael Kelly, también era miembro de la Junta Directiva de la organización sin fines de lucro El Templo de Set de California). Los detalles de la partida se explicaron en una carta fechada el 8 de noviembre de 2002 del miembro recién partido del Consejo de los Nueve del Templo de Set a un miembro del Adepto IIº en relación con los eventos que llevaron a la renuncia de Zeena y la fundación de la Tormenta, más tarde rebautizada como Movimiento de Liberación Sethiano.
Poco después de que Zeena Schreck renunciara al Templo de Set, una lista en Disinfo para el Templo de Set del 17 de diciembre de 2002, bajo el título: Sisma del 2002: La Tormenta Despierta informó: “El Sumo Sacerdote Don Webb renunció y, el 9 de septiembre La Suma Sacerdotisa Zeena Schreck la sucedió en 2002. Seis semanas después del Cónclave de Helsinki (septiembre de 2002), Zeena, el Magíster Aaron Besson, el Magíster Nikolas Schreck y el Magíster Michael Kelly renunciaron el 8 de noviembre de 2002. Cuatro Sacerdotes Alfred Rodríguez, Kevin Rockhill, Jared Davison y Richard Gavin también renunciaron. Las fuentes del Templo de Set han afirmado que dieciocho Iniciados han renunciado, mientras que otros han estimado que el número se acerca a los sesenta (incluidas varias Órdenes, Elementos y miembros de los grados Adepto y Setiano).
En uno de los primeros documentos públicos de Preguntas frecuentes respondidas del Movimiento de Liberación Sethiano publicados, Disinfo mencionaba en su publicación que cubría el cisma del Templo de Set/Storm: "...[el] documento define al nuevo y aún sin nombre grupo como... una confederación suelta de Maestros y Estudiantes Setianos, una alianza de Órdenes". El grupo ha evitado la estructura administrativa y sin fines de lucro del Templo, así como su sistema de grados y títulos. "Trabajamos juntos a través del respeto mutuo y el interés, no a través de limitaciones o restricciones organizativas", menciona el documento de preguntas frecuentes. Finalmente, sus fundadores han tratado de evitar la estructura de "sociedad mágica" de los grupos posteriores a la Teosofía: la confederación es "un Trabajo Mágico en curso en el que podemos participar, algo vivo, dinámico y en evolución".
La página de inicio de Zeena dice: “Basándose en su propio triunfo sobre estas y otras experiencias familiares disfuncionales, Zeena, una consejera profesional de duelo, fundó el programa de divulgación pública PHOENIX del Movimiento de Liberación Sethiano para ayudar a otros en situaciones similares". Explica que "Desde 2004, Phoenix brinda sanación espiritual a las víctimas de organizaciones seudorreligiosas explotadoras, expandilleros, exempleados denunciantes de corporaciones corruptas y agencias gubernamentales, familiares de enfermos mentales violentos y sobrevivientes de todas las formas de abuso institucional, incluidos los niños abusados en secreto y los cónyuges de personalidades destacadas”.

## Otras apariciones en los medios
El sitio web de Zeena dice: "Prefiriendo permitir que su trabajo hable por sí mismo e indiferente a la opinión pública, Zeena ha concedido muy pocas entrevistas desde 1993".
En 2004, Zeena y Nikolas Schreck hablaron sobre su libro Demons of the Flesh en el programa de radio The Devil's Advocate. En esa entrevista, Zeena también habló sobre la Tormenta (antes de que pasara a llamarse Movimiento de Liberación Sethiano) y su incorporación de las prácticas tántricas del camino izquierdo sobre las que escribe en su libro.
En diciembre de 2011, Zeena Schreck habló sobre el Movimiento de Liberación Sethiano en Nightwatch Radio mientras promocionaba dos de sus cuentos de ficción, Una breve historia del budismo en Berlín y Objetos perdidos: un cuento de hadas sobre el despertar Sethiano, en la revista literaria Beatdom publicada en diciembre. 2011. Según la entrevista de Nightwatch, Zeena Schreck afirma que el Movimiento de Liberación Sethiano (SLM) no se basa en la membresía ni es un 'grupo' que busca llenar cuotas de pago, o algo a lo que unirse, sino más bien una práctica.
En diciembre de 2012, Zeena Schreck fue invitada nuevamente a Nightwatch Radio. Esta vez, promocionando el lanzamiento de Radio Werewolf del 2012 de The Vinyl Solution – Analog Artifacts: Ritual Instrumentals and Undercover Versions CD, el primer lanzamiento autorizado de Radio Werewolf en 20 años, y el número 12 de Beatdom 's Crime con un retrato antiguo de Zeena en la portada y su monólogo teatral, “Night Shift, Richmond Station”.
El 10 de diciembre de 2012, Zeena seleccionó una secuencia de videos para el programa de música en vivo de Network Awesome, con clips de audio y visuales dispuestos de manera autobiográfica.
El 18 de marzo de 2013, el programa diario de Network Awesome se inauguró con una producción original exclusiva que presentaba la primera entrevista televisada individual de Zeena Schreck en 22 años, realizada por la artista Jen Ray. Network Awesome destacó a Zeena con un día completo de programación, haciendo referencia a varias facetas de su vida. Otras funciones en el programa del día incluyeron entrevistas de archivo de Zeena y documentales relacionados con sus actividades y prácticas espirituales actuales.
En 2016, surgió en línea una teoría de conspiración falsa similar a la del meme Ted Cruz-Zodiac, que fusionaba a Zeena con la popular cantautora Taylor Swift.

## Música y artes escénicas

### El mitin del 8/8/88
El 8 de agosto de 1988, una gran reunión convergió en el Strand Theatre de San Francisco para el debut cinematográfico de un 'falso documental' sobre Charles Manson. El evento, planeado y llevado a cabo por Nikolas Schreck, fue la reunión individual más grande de este tipo en la historia. Zeena habló al comienzo del mitin y se mostró una película de su bautismo. En una entrevista de 2011 con Zeena para la revista de música francesa Obsküre, afirmó que 8-8-88 "sería la única actuación que Nikolas, Evil Wilhelm [el percusionista original de Radio Werewolf] y yo hicimos en vivo juntos. Eso marcó el punto de transición que abarca tres fases de Radio Werewolf: 1) la colaboración de Nikolas Schreck/Evil Wilhelm, 2) la fase en solitario de Nikolas Schreck y 3) la colaboración de Nikolas Schreck/Zeena". También se presentaron NON, Amok Press y Kris Force, un músico que en ese momento era dueño del Strand Theatre. El equipo de filmación de "Devil Worship: Exposing Satan's Underground" de Geraldo Rivera filmó el evento, así como entrevistas con todos los involucrados, para usarlo en el especial de la cadena.

### Radio Werewolf
De 1988 a 1993, Zeena fue codirectora del proyecto musical experimental Radio Werewolf. Ella se desempeñó como compositora, vocalista, músico y diseñadora gráfica en las grabaciones de Radio Werewolf "Songs for the End of the World", "The Lightning and the Sun", "Bring Me The Head of Geraldo Rivera", "These Boots Were Made for Walking", y "Love Conquers All." Sus actuaciones eran exclusivamente europeas en ese momento.
En 2012, Radio Werewolf lanzó The Vinyl Solution - Analog Artifacts: Ritual Instrumentals and Undercover Versions Compact Disc, el primer lanzamiento autorizado de Radio Werewolf en 20 años.
En 2016, la revista Classic Rock clasificó a Radio Werewolf en el puesto número 4 en su lista de 'Las 25 bandas más extrañas de todos los tiempos', afirmando: "Formada durante el apogeo de la histeria de 'Pánico satánico' a mediados de los años 80 en Estados Unidos, Radio Werewolf alguna vez fue considerada 'la banda más peligrosa del mundo', en gran parte debido a la notoriedad de su vocalista, Zeena Schreck...". En 2016, The Top Ten Most Satanic Bands incluyó a Radio Werewolf, "¡Sí!, ¿Desde cuándo el Heavy Metal tiene que ser la única música satánica? ¿Por qué no el Goth/Deathrock con órganos oscuros?".
En 2019, el artículo de Amy Haben "Subversive Grooves: Music From the Dark Side", para la edición del 25 de febrero de la revista en línea Please Kill Me, describe a Radio Werewolf y Zeena, "Radio Werewolf es una de las mejores bandas de las que probablemente nunca hayas oído hablar. Es un viaje oscuro al plató de una película de terror clásica.[...] La versión de Zeena de "These Boots Are Made For Walkin" de Nancy Sinatra presenta un sonido sampleado al estilo de la Segunda Guerra Mundial de botas marchando para pateando la canción seguida de una profunda línea de bajo que recuerda a "Jump into the fire" de Nilsson. Zeena seduce con una voz sensual y golpea un poco de alemán en medio de la melodía.”

## Carrera musical en solitario

### Performa 13, Nueva York
El 8 de noviembre de 2013, la bienal de artes visuales Performa presentó a Zeena acompañada por el músico neoyorquino Hisham Bharoocha (primera percusión) y el músico danés Anders Hermund (segunda percusión), para una obra de base vocal que aprovechó el uso ritual de las sílabas sagradas de Vajrayana, shaktismo y prácticas tántricas de la vía izquierda Sethianas-Typhonianas, "que se originan en el vacío, transformándose gradualmente en un collage de sonido y voz en un escenario diseñado por Frank Haines". Esta fue la primera actuación en solitario de Zeena en su país natal desde su expatriación a Europa en 1990.
David Sanderson describió el evento: "El tintineo de las campanas y los pasos acolchados resonaron en la oscuridad. Las cortinas se abrieron en silencio, revelando dramáticamente un ambiente electrificado y bermellón. En el centro, con las manos en la posición Mudra, estaba la diosa Zeena, aparentemente de seis metros de altura. Con un gong pintado detrás de ella, Bharoocha y Hermund adornaron sus costados. Bharoocha encendió incienso que recorrió a la audiencia mientras la mirada autoritaria de Zeena nos atravesaba a todos (todas las personas con las que hablé después del espectáculo juraron que ella los estaba mirando directamente)".

### Festival de música Wave-Gotik-Treffen
El 23 de mayo de 2015, después de un retiro de 24 años de las actuaciones musicales, Zeena hizo su regreso oficial a la música en Europa, ahora como solista, en el festival Wave-Gotik-Treffen en Leipzig, Alemania. El concierto, celebrado en medio de "los artefactos antiguos sagrados y cargados de magia alojados en el Museo Egipcio de Leipzig (en la Universidad de Leipzig )", fue un paisaje sonoro ritual único que Zeena compuso especialmente para el tema de ese entorno. Ella estuvo acompañada por Cory Vielma y John Murphy. Esta fue la penúltima actuación de John Murphy. Habiendo sufrido una larga enfermedad, John Murphy falleció menos de cinco meses después de este concierto. De acuerdo con los deseos de Murphy, Zeena llevó a cabo la tradicional ceremonia budista tibetana de trasmitir la consciencia mientras moría. En 2016, el sello discográfico The Epicurean lanzó un tributo a John Murphy como un conjunto de compilación en 3CD titulado "All My Sins Remembered - The Sonic Worlds of John Murphy". En él, se incluye una pista en vivo del concierto WGT de Zeena, con la percusión electrónica de Murphy. El booklet del CD también incluye un retrato de Murphy realizado por Zeena.

### Primera grabación en solitario
Se anunció en la página de inicio de Zeena que el 11 de marzo de 2020 es la fecha de lanzamiento de su primera grabación en solitario, "Bring Me The Head of FW Murnau : A Ghost Story in Six Acts", inspirada en informes de noticias de que le habían robado de su tumba la cabeza al director en circunstancias misteriosas. Muchos de los sonidos incorporados en las pistas fueron capturados en grabaciones de campo en la antigua residencia de Murnau en Berlín y en su tumba en Stahnsdorf, Alemania. La grabación se publicó como un EP en formato CD, comenzando con una edición limitada, firmada y numerada de prelanzamiento de 89 (número de años desde la muerte del director de cine) seguida de una edición abierta y descarga digital a través del sitio Zeena Schreck Bandcamp.

## Discografía

### Como Solista
- Bring Me The Head of F.W. Murnau: A Ghost Story in Six Acts, Compact Disc EP 2020 KCH Records, no ASIN

### Compositora/intérprete para Radio Werewolf
- The Lightning and the Sun, Vinyl Mini LP 1989 Radio Werewolf, Unclean Productions ASIN: B000XV7U6I
- Bring Me the Head of Geraldo Rivera, Vinyl Mini LP 1990 Unclean Production ASIN: B001EBFUXG
- Songs for the End of the World, CD 1991 Radio Werewolf, Gymnastic Records, ASIN: B001EB9JFG
- Witchcraft/Boots, Vinyl Double-cover 12" Maxi Single 1991 Radio Werewolf, Unclean Production ASIN: B001EBDQXM
- Love Conquers All, CD 1992 Radio Werewolf, Gymnastic Records, ASIN: B000025TGE
- The Vinyl Solution- Analog Artifacts: Ritual Instrumentals and Undercover Versions, CD

### Productora
- Christopher Lee Sings Devils, Rogues & Other Villains (From Broadway To Bayreuth And Beyond), 1996 Wolfslair, Inc., Co-Produced with Nikolas and Zeena Schreck, ASIN: B004GL0VRQ
- 5,000 Years of the God Set, 1997 Wolfslair, Inc./2012 Kaliyuga Clearing House, Producer Zeena Schreck, no ASIN
- Charles Manson Superstar (co-producer/narrator), 1989, film documentary, director/producer: Nikolas Schreck)

### Otras grabaciones
- Zeena provided all the female narration, as well as contributing some of the soundtrack music for the documentary film Charles Manson Superstar, 1989 Video Werewolf.
- Georges Montalba – Pipe Organ Favorites & Fantasy in Pipe Organ and Percussion, 2001 Hit Thing, digipack booklet includes an article written by Zeena Schreck with her archival photos, graphics and the last photo together of her and her father, ASIN: B001K2GGTG
- Zeena [LaVey] Radio interviews: Three Volume Set, 1989 The Black House, no ASIN
- Zeena Speaks on the Death of Anton LaVey, 1998 Wolfslair, Inc./2012 Kaliyuga Clearing House, no ASIN
- X – Zero (Track: Hymn To The Great Grand Goat), Vinyl LP 1998 Musicus Phÿcus, no ASIN
- All My Sins Remembered – The Sonic Worlds of John Murphy (Live track from WGT 2015 performance; track title "Sethian Dream Oracle"), 3-CD compilation, 2016 The Epicurean

### Grabaciones sobre o inspiradas en Zeena
- I Was Evil (song title), released on 7" vinyl by King Dude/AWEN, released Jan 21, 2021. Zeena was the inspiration for this track; Tesco Organisation description, "[King Dude] relays a story told to him by Zeena Schreck (née LaVey) wherein she could have effected some malice but on a whim decided not to, adding ‘but, that was back when I was evil’. That sentence was a springboard for a song idea."
- The Silent Lineage album by Sacred Legion, released December 2020. Both album and band name given by Zeena. From Dark Italia website, "The band’s name was chosen for them by Zeena Schreck, counterculture icon, multimedia artist and musician (Radio Werewolf)."
- Two tracks from the EP State and Design, titles: Radio Werewolf and An Anonymous, released April 30, 2018 by Cubus Larvik. Samples of Zeena's voice from interviews used copiously throughout, as well as a still from one of Zeena's interviews used for the cover.
- Zeena LaVey: Satanist (song title), released October 10, 2013 by DENNIS.
- Pentagram Sam, released 2012 by Da Grimston & Mist-E. A Satanic rap parody on T-Rex; references Zeena in lyrics and imagery as status symbol within that milieu, e.g., "I'm Facebook friendz with Zeena LaVey; Pentagram Sam get outta the way."
- The Satanic Mass, 1968 Murgenstrumm Records / re-released on CD, 1994 Amarillo Records / 2001 Mephisto Media. Contains a reenactment of Zeena Schreck's historic satanic baptism. ASIN: B000172L86

## Filmografía
- Satan Lives (interviewed as herself), documentary, 2015. Directors: Sam Dunn & Scott McFadyen, Banger Films.
- Usher (plays Sapphic Poetess), short film based on Edgar Allan Poe's "The Fall of the House of Usher," 2000. Director: Curtis Harrington
- Charles Manson Superstar (co-producer/narrator), documentary, 1989. Director/producer: Nikolas Schreck. Zeena was co-producer, provided all the female narration, as well as contributing some of the soundtrack music for the film.
- Speak of the Devil: The Canon of Anton LaVey (as herself – uncredited), documentary, 1998. Directors: Nick Bougas/A. Wyatt Mann, Adam Parfrey/Feral House)
- Showdown with Satanism (as herself), documentary, 1997. Produced by Bob Larson Ministries Video, USA ASIN: B001O0VW98
- You May Be Sitting Next to a Satanist (as herself), documentary, 1997. Directors: Alanté & Antoine Simkine, French
- The Zurich Experiment (performer/producer/director), documentary of live music performance, 1992. Produced by Video Werewolf Inc., Vienna, Austria
- Germania: The Theory of Ruins, (producer/director/photographer), Documentary-art video, 1992. Director: Zeena Schreck, Produced by Video Werewolf Inc., Vienna, Austria
- The First Family of Satanism (as herself), 1990. Produced by Bob Larson Ministries, USA
- Ragnarok, (Producer/director), documentary, 1990. Produced by Video Werewolf Inc, USA
- The 80s: Satan's Seed Strikes Back [Alternate title: Zeena vs. Ignorance], 1989 documentary of compiled interviews of Zeena video, produced by The Black House, USA
- Satanis: The Devil's Mass,(as herself) 1968 documentary, director: Ray Laurent USA, Something Weird Video, ASIN: B000093NSP
- The Wonderful World of Brother Buzz (as herself) 1965 Children's television program, San Francisco, USA

## Publicaciones (como escritora)
- The Zaum of Zeena, all art and writings in "The Zaum of Zeena" are her own. Edited by Frank Haines, published by Heinzfeller Nileisist for the New York Art Book Fair, 2015
- Demons of the Flesh: A Complete Guide to Left-Hand Path Sex Magic. Co-authored by Zeena and Nikolas Schreck, deals heavily with the subject of sex magic and the worship of the feminine in Eastern Tantra, pagan ritualism, Christianity, and western occultism. Creation Books, 2002
- Straight to Hell: 20th Century Suicides, Zeena Schreck wrote the Heaven's Gate Chapter, Creation Books, 2004
- LeDossier Manson, by Nikolas Schreck. Features as Appendix A, Zeena's 53 page full transcript, with introduction and annotations also by Zeena, of the raw video footage from Nikolas Schreck's interview to his documentary, Charles Manson Superstar. Transcript title: "Easter Monday Audience with the Underworld Pope: Charles Manson Interviewed and Decoded". Jacket design artist/graphic designer and all chapter plates by Zeena Schreck. Camion Noir, 2011
- The Manson File: Myth And Reality Of An Outlaw Shaman, by Nikolas Schreck. Features as Appendix A, Zeena's 53 page full transcript, with introduction and annotations also by Zeena, of the raw video footage from Nikolas Schreck's interview to his documentary, Charles Manson Superstar. Transcript title: "Easter Monday Audience with the Underworld Pope: Charles Manson Interviewed and Decoded". Jacket design artist/graphic designer and all chapter plates by Zeena Schreck. World Operations, 2011
- Beatdom Religion issue #10, Zeena wrote two short stories in this issue: "A Short History of Buddhism in Berlin" & "Lost and Found: A Fairy Tale of Sethian Awakening" 2011
- Beatdom Nature issue #11, Zeena's autobiographical essay, "Liberation Under the Snow Moon", 2012
- Beatdom Crime issue #12, Cover photo and theater monologue "Night Shift, Richmond Station" 978-1481801836
- In 2013, Zeena wrote a column for VICE online magazine called "From the Eye of the Storm".

## Ilustraciones publicadas y diseño gráfico por Zeena
- All My Sins Remembered – The Sonic Worlds of John Murphy, CD booklet cover portrait of John Murphy by Zeena; released by The Epicurean record label, 2016
- The Zaum of Zeena, all art and writings within "The Zaum of Zeena" are her own. Published by Heinzfeller Nileisist for the New York Art Book Fair, 2015
- HORSEFLY, cover art and title design by Zeena, Vinyl 7" EP of Charles Manson's music. ATWA/ATWAR Productions, 2011
- The Manson File: Myth and Reality of an Outlaw Shaman, Cover design, artist/graphic designer and all chapter plates by Zeena. World Operations, 2011
- LeDossier Manson, Cover design, artist/graphic designer and all chapter plates by Zeena. Camion Noir, 2011
- Demons of the Flesh: The Complete Guide to Left-Hand Path Sex Magic, selection and editing of photos and images, as well as contributed two original drawings created for this volume 2002
- Kabbalah, Qliphoth and Goetic Magic, contributed two original photos and two original drawings for this volume. Ajna, 2004
- The Exit Collection, two original drawings for this volume. Tacit, 1998
- Songs for the End of the World design & original art for CD cover, booklet & inlays; Radio Werewolf, Gymnastic Records, 1991 ASIN: B001EB9JFG
- Love Conquers All, design layout for CD cover, booklet & inlays; 1992 Radio Werewolf, Gymnastic Records, ASIN: B000025TGE
- Witchcraft/Boots, concept, double cover design & photographic tableau of Nikolas Schreck for Witchcraft side (photo of Zeena for Boots side by Helmut Wolech); Radio Werewolf, Unclean Production, 1991 ASIN: B001EBDQXM
- Bring Me the Head of Geraldo Rivera, concept, cover art & design; Radio Werewolf, Unclean Production, 1990 ASIN: B001EBFUXG
- The Lightning and the Sun, cover design & layout; Radio Werewolf, Unclean Productions, 1989 ASIN: B000XV7U6I

## Historias de portada presentando a Zeena
- DERAILED Magazine; Issue 4, Vol. 1 – April 2021, Eager Student, Humble Teacher, interview with Zeena Schreck by Daphne Minks Daly. ISSN 2766-6379
- Beatdom; Crime issue #12, Dec. 20, 2012. Cover photo and theater monologue "Night Shift, Richmond Station," by Zeena Schreck. 978-1481801836
- Cuir Underground; Issue 4.2 – Summer 1998 Sado-Magic for Satan, interview with Zeena Schreck by Kiki Scar.